# Буйне (Польща)
Буйне (пол. Bujne) — село в Польщі, у гміні Городок-над-Дунайцем Новосондецького повіту Малопольського воєводства.
Населення — 129 осіб (2011).
У 1975-1998 роках село належало до Новосондецького воєводства.

## Демографія
Демографічна структура станом на 31 березня 2011 року:
|          | Загалом | Допрацездатний вік | Працездатний вік | Постпрацездатний вік |
| -------- | ------- | ------------------ | ---------------- | -------------------- |
| Чоловіки | 63      | 23                 | 36               | 4                    |
| Жінки    | 66      | 20                 | 36               | 10                   |
| Разом    | 129     | 43                 | 72               | 14                   |